# Tấm quang năng

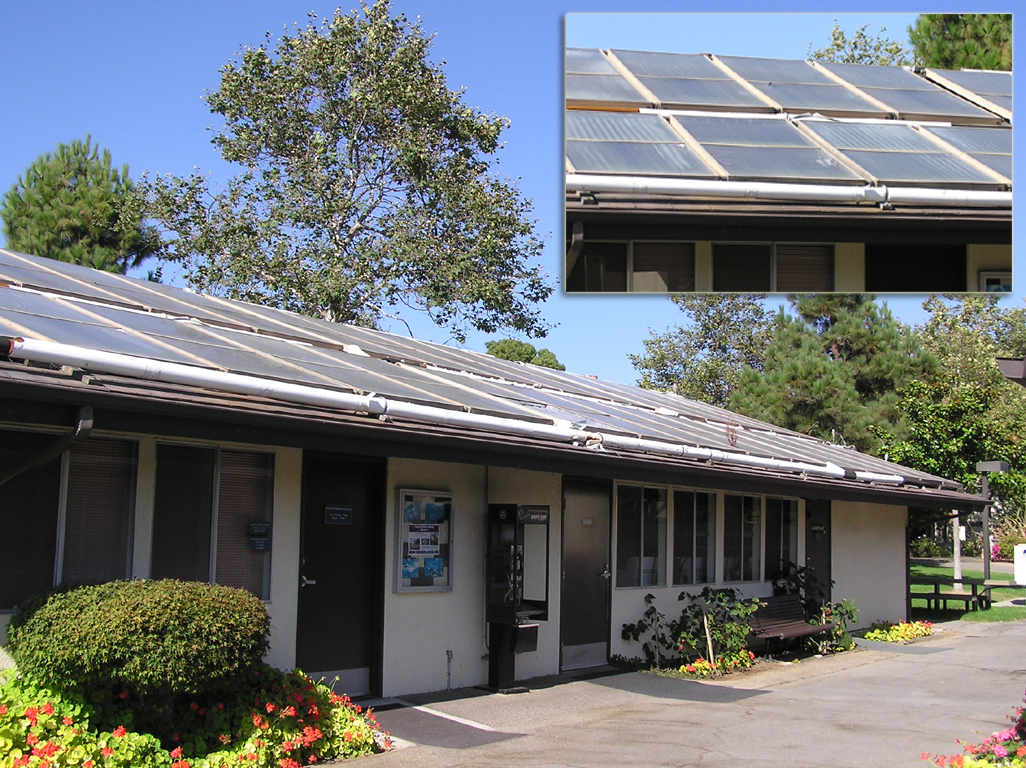
Một phòng giặt ở California sử dụng năng lượng mặt trời

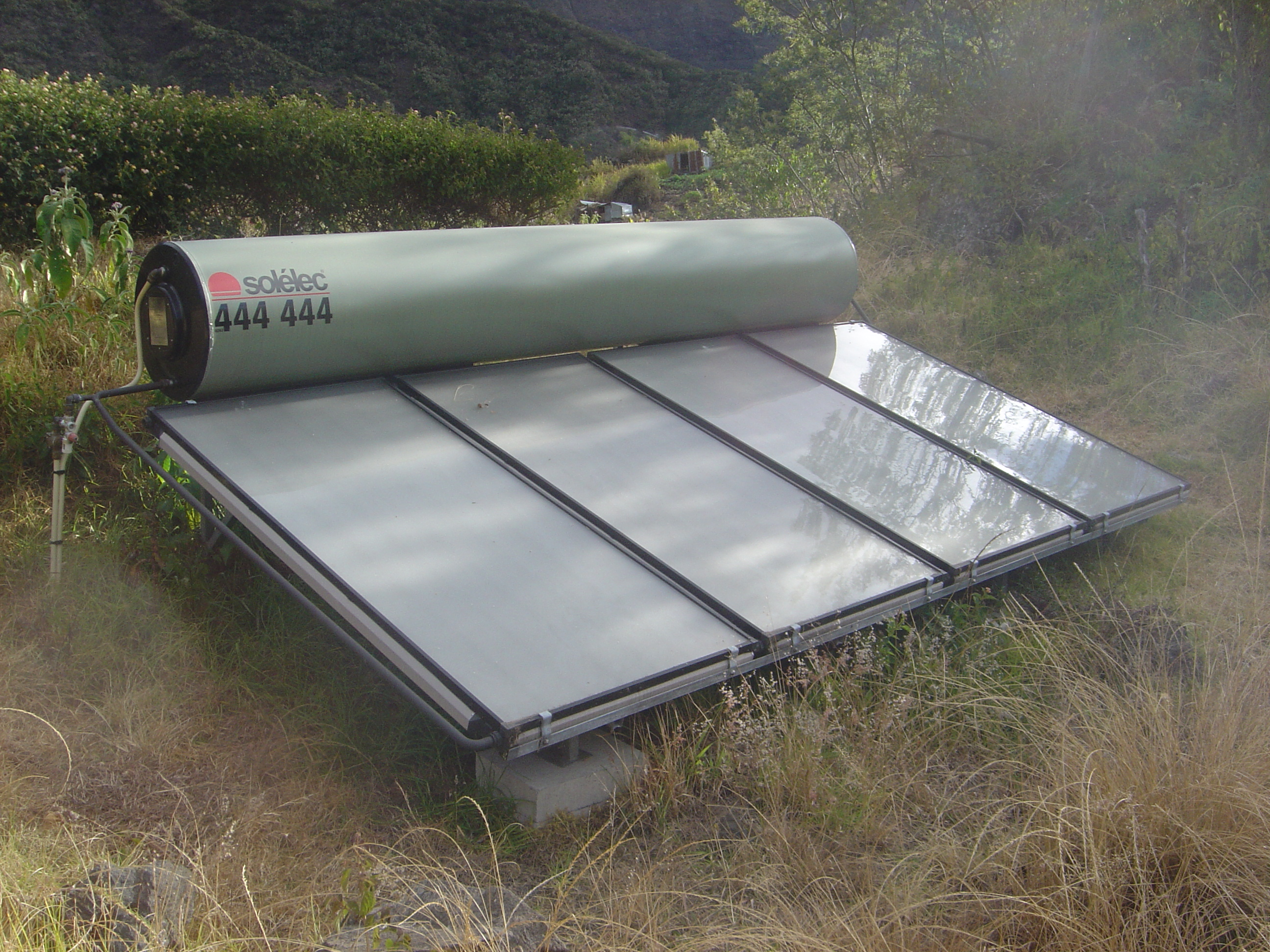
thiết bị nung nóng

Tấm quang năng là thiết bị để thu nhận năng lượng từ ánh sáng mặt trời. Thuật ngữ này được sử dụng để chỉ chung cả các tấm quang năng để nung nước nóng (cung cấp nước nóng dùng trong nhà) hay tấm quang điện (cung cấp điện năng).

## Tấm quang năng cho nước nóng
Máy nung nước nóng dùng năng lượng mặt trời để nung nóng chất lỏng, dùng làm phương tiện để truyền nhiệt đến một mạch tụ nhiệt. Ở trong nhà nước nóng dùng trong phòng tắm, có thể nung nóng và trữ trong một bồn nước. Các tấm trên trần nhà là tấm hấp thụ nhiệt có gắn các ống luân chuyển chất lỏng. Thiết bị thu (thường được sơn màu tối) đảm bảo sự chuyển đổi tia bức xạ mặt trời thành nhiệt, trong khi chất lỏng thì luân chuyển trong ống truyền nhiệt tới nơi cần dùng hay dự trữ. Chất lỏng nóng được bơm vào thiết bị chuyển nhiệt (một cuộn dây kim loại trong bồn trữ hay thiết bị chuyển nhiệt ngoài) nơi mà chất lỏng này truyền nhiệt và trở về để tiếp tục hấp thụ nhiệt. Điều này cung cấp một phương pháp đơn giản và hiệu quả trong việc khai thác năng lượng mặt trời.

## Tấm quang điện mặt trời
Tấm quang điện mặt trời chứa nhiều dãy pin năng lượng mặt trời có thể chuyển ánh sáng thành điện năng. Pin năng lượng mặt trời có thể gọi là pin quang điện. Pin quang điện có tác dụng hấp thụ năng lượng của mặt trời và tạo ra dòng điện một chiều.
Trong một ngày nắng, mặt trời cung cấp khoảng 1 kW/m² đến mặt đất (khi Mặt Trời đứng bóng và quang mây, ở mực nước biển). 

## Ứng dụng của tấm quang điện
Cùng với pin dự phòng, pin quang điện trở nên thông dụng cho các thiết bị điện năng thấp, như là phao điện hay thiết bị ở vùng xa.
Giá thành và chi phí lắp đặt cao (hiện nay tại khu vực châu Âu khoảng 0,50 €/W, tại các khu vực nhiều nắng khoảng 0,25 €/W) tạo ra sự hạn chế sử dụng ở quy mô lớn. Năng lượng mặt trời đóng góp một phần rất nhỏ trong sản xuất năng năng lượng thế giới.
Các chương trình khích lệ với quy mô lớn được thực hiện, khuyến khích tài chính như là bán lại năng lượng dư cho mạng lưới điện công cộng, đã thúc đẩy quá trình xây dựng hệ thống điện năng mặt trời ở Tây Ban Nha, Nhật Bản và Hoa Kỳ cũng như vài nước khác.

## Lý thuyết và lắp đặt
Các tinh thể silic (Si) hay gali asenua (GaAs) là các vật liệu được sử dụng làm pin mặt trời. Gali asenua đặc biệt tạo nên để dùng cho pin mặt trời, tuy nhiên thỏi tinh thể silic cũng có thể dùng được với giá thành thấp hơn, sản xuất chủ yếu để tiêu thụ trong công nghiệp vi điện tử. Đa tinh thể silic có hiệu quả kém hơn nhưng giá tiền cũng thấp hơn.
Khi để trực tiếp dưới ánh sáng mặt trời, một pin silic có đường kính 6 cm có thể sản xuất dòng điện khoảng 0,5 ampe ở 0,5 volt.
Các tấm tinh thể mỏng hình đĩa, được đánh bóng để loại bỏ các khuyết tật trong quá trình cắt, chất kích thích được dùng cho các pin, và các tấm kim loại dẫn truyền đặt vào một mặt: một lưới mỏng trên bề mặt chiếu ánh sáng mặt trời, và mặt phẳng trên mặt còn lại. Tấm quang năng tạo thành từ các pin như vậy cắt theo hình dạng thích hợp, được bảo vệ khỏi tia bức xạ và hư hại trên mặt trước bằng các miếng gương, dán vào chất nền. Sự liền mạch được tạo nên thành các dãy song song để quyết định năng lượng tạo ra. Chất keo và chất nền phải có tính dẫn nhiệt, vì khi các pin được làm nóng khi hấp thụ năng lượng hồng ngoại, vốn không thể chuyển hóa thành năng lượng. Một khi các pin bị làm nóng thì giảm hiệu suất hoạt động vì thế nên phải làm giảm thiểu nhiệt năng.
Tấm quang năng tạo thành từ nhiều pin mặt trời. Mặc dù mỗi pin chỉ cung cấp một lượng nhỏ năng lượng, nhưng nhiều pin trải dài trên một diện tích lớn tạo nên nguồn năng lượng đủ dùng. Để đạt được hiệu năng tốt nhất, tấm năng lượng phải hướng trực tiếp đến mặt trời.